# Johannes Agricola
Johannes Agricola (ursprungligen Johann Schneider), född 20 april 1494 i Eisleben, varför han även kallas Magister Islebius ("magistern från Eisleben"), död 22 september 1566 i Berlin, var en tysk luthersk teolog och reformator.
På uppdrag av Luther ordnade Agricola de kyrkliga förhållandena i Frankfurt am Main (1525). Genom sitt påstående att endast evangelium, men inte lagen är nödvändig till framkallande av bättring och tro gav han anledning till den så kallade antinomistiska striden, i vilken Luther och Melanchthon med allvar uppträdde emot honom. Han nödgades slutligen (1540) återkalla sin lära, men väckte ännu en gång förargelse genom "Augsburger interim", i vars utarbetande han tog del. Av kurfursten Joakim II utnämndes han till hovpredikant och superintendent i Berlin, varest han avled 1566. Han bidrog verksamt till protestantismens införande i Brandenburg och gjorde sig även känd som författare på åtskilliga områden, bland annat utgav han en förträfflig samling av tyska ordspråk. Han finns representerad i de svenska psalmböckerna sedan 1695 med originaltexten till ett verk (1986 nr 564).

## Psalmer
- Gladeligh wele wij Haleluia siunga (1695 nr 165)
- Till dig jag ropar, Herre Krist (1695 nr 281, 1986 nr 564) skriven troligen 1526/1527